# Venezuela aux Jeux olympiques d'hiver de 1998
Cet article contient des informations sur la participation et les résultats de Venezuela aux Jeux olympiques d'hiver de 1998, qui ont eu lieu à Nagano au Japon. Il s'agit de la première participation de ce pays aux Jeux olympiques d'hiver.

## Délégation
Le tableau suivant montre le nombre d'athlètes vénézuéliens dans chaque discipline :
| Sport | Hommes | Femmes | Total |
| ----- | ------ | ------ | ----- |
| Luge  | 0      | 1      | 1     |
| Total | 0      | 1      | 1     |

## Résultats

### Luge
Femmes
| Athlète            | Manche 1 | Manche 1 | Manche 2 | Manche 2 | Manche 3 | Manche 3 | Manche 4 | Manche 4 | Total          | Total |
| Athlète            | Temps    | Rang     | Temps    | Rang     | Temps    | Rang     | Temps    | Rang     | Temps          | Rang  |
| ------------------ | -------- | -------- | -------- | -------- | -------- | -------- | -------- | -------- | -------------- | ----- |
| Iginia Boccalandro | 54 s 232 | 28       | 53 s 962 | 28       | 54 s 133 | 28       | 56 s 990 | 29       | 3 min 39 s 317 | 28    |

## Référence
- (en) Cet article est partiellement ou en totalité issu de l’article de Wikipédia en anglais intitulé « Venezuela at the 1998 Winter Olympics » (voir la liste des auteurs).